# Хемолимфа
Хемолимфата е телесна течност, циркулираща в съдовете и междуклетъчни пространства на много безгръбначни животни (членестоноги, мекотели, насекоми), които притежават отворена система на кръвообращение.
Състои се от вода, аминокиселини, захари, соли и клетъчни елементи като левкоцити, амебоцити, рядко еритроцити.
Функциите ѝ са както на кръвта и лимфата — пренос на хранителни и екскреторни елементи. При мекотелите хемолимфата разнася из тялото още кислород и въглероден диоксид.